# أريد هذا الرجل (فلم قصير)
أريد هذا الرجل فيلم قصير عن مسرحية من فصل واحد للكاتب توفيق الحكيم، أعدها سينمائياً أحمد صالح وأخرجها هنري بركات. الفيلم من بطولة فاتن حمامة وأحمد مظهر وتدور الأحداث عندما تدخل الشابة نايلة إلى مكتب المحامي فؤاد لتطلب يده للزواج وهو الذي لا يعرفها ولم يراها من قبل. الفيلم من إنتاج التلفزيون المصري وعرض خلال عام 1972.

## طاقم التمثيل
فاتن حمامة: في دور نايلة
أحمد مظهر: في دور المحامي فؤاد عبد اللطيف.
مديحة حمدي: في دور درية (صديقة نايلة).
حسن مصطفى: في دور حامد (سكرتير المحامي فؤاد)
صالح الإسكندراني: في دور فراش مكتب المحامي فؤاد.

## أحداث الفيلم
تصل نايلة (فاتن حمامة) بصحبة صديقتها درية (مديحة حمدي) إلى مكتب المحامي فؤاد عبد اللطيف (أحمد مظهر) ويستقبلهم حامد (حسن مصطفى) سكرتير المحامي فؤاد. تدعي نايلة أنها من أقارب المحامي، وتتسائل درية عن سبب زيارة نايلة للمحامي فؤاد وتندهش عندما تعرف من نايلة أنها جاءت لتطلب من المحامي أن يتزوجها. تشرح نايلة الموقف وتقول أنها تابعت عمل المحامي فؤاد أثناء مرافعاته في المحاكم ومحاضراته في الجامعة، وتأكد لها أنها تكن له كل الإعجاب وانه مناسب جداً للزواج، وإن كان لم يراها أويعرف عنها أي شيء من قبل. تستمر في شرح موقفها لصديقتها وتقول أن المرأة يجب أن تتساوى بالرجل ويمكنها التخلي عن دور الفتاة التي تنتظر الشاب إلى أن يطلب يدها من أهلها، ويكون دورها الوحيد أن تهز رأسها بالموافقة أو الرفض. ترفض درية الموافقة على هذا الرأي، وتحذرها من الحرج والشعور بالمهانة إذا رفض طلبها هذا.
يصل المحامي فؤاد إلى مكتبه ويرحب بضيوفه ولكن درية تغادر تجنباً لمواجهة هذا الموقف الصعب. تقص نايلة على المحامي الشاب أنها تريد أن تهب حياتها إلى طبيب، وتسأل المحامي فؤاد عن رأيه في هذا العرض وعن رد الفعل المتوقع من هذا الطبيب، ومع استمرار الحوار وتصاعد درجة إعجاب فؤاد بضيفته تنتهز نايلة الموقف وتطلب من فؤاد تمثيل دور الطبيب لترى ما يحدث من تطور أثناء هكذا لقاء. يتطور اعجاب فؤاد بنايلة ويطلب يدها.

## استقبال الفيلم
بعد رحيل فاتن حمامة، وفيما تحتفل القاهرة بمرور الذكرى 85 لميلادها، أقيم مهرجان سينمائي يحمل اسمها... وافتتح بفيلم «أريد هذا الرجل» للمخرج هنري بركات، والمقتبس عن رائعة توفيق الحكيم.
نشر موقع بي بي سي العربي مقالة تحت عنوان «أريد هذا الرجل في مصر» 7 مارس 2017 جاء فيه: «تسعى الصحفية المصرية إيمان عبد المؤمن، إلى نشر فكرة تقوم على أن تبادر فتاة بالتقدم لخطبة من تحب على غير ما تجري العادة في المجتمعات العربية، واستوحت إيمان الفكرة من فيلم عربي قديم عن مسرحية للكاتب توفيق الحكيم وهي «أريد هذا الرجل» وحاولت تطبيق الفكرة على أرض الواقع».

كتبت إلهام مانع على موقع الحوار المتمدن في 9 مارس 2017 في مقال تحت عنوان "حقوق المراة ومساواتها الكاملة في كافة المجالات":  "تذكرت وأنا أشاهد في بي بي سي مبادرة الصحفية المصرية إيمان عبد المؤمن، «أريد هذا الرجل» والتي قررت أن تتقدم لرجل أحبته على غير ما تجري العادة لدينا في المجتمعات العربية، استوحت الفكرة من فيلم عربي قديم عن مسرحية للكاتب توفيق الحكيم، "اريد هذا الرجل".
قدمت الجامعة اللبنانية الأميركية «أريد هذا الرجل» في مهرجانها الدولي للمسرح الجامعي، وكتبت منى مرعي: «أريد هذا الرجل» لتوفيق الحكيم.... التركيز يكمن هذه المرة على واقع المرأة العربية وحرمانها من أبسط حقوقها الاجتماعية مثل التقدم للزواج ممن تحب".

## «أريد هذا الرجل» في الإذاعة
قدمت الإذاعة المصرية «أريد هذا الرجل» في مسلسل إذاعي من إخراج حسين أبو المكارم وبطولة سُهير المرشدي، عبد الرحيم الزرقاني (في دور الأب)، عزيزة حلمي (في دور الأم)، عايدة حسن إسماعيل (في دور دُرية)، عواطف الحملاوي في دور (عنايات)، وعادل المهيلمي (في دور فؤاد).

## وصلات خارجية
https://elcinema.com/work/2017835/ أريد هذا الرجل (فيلم قصير)
https://karohat.com/Title/885d7221-149b-46a0-82c3-5f60d3565c08 أريد هذا الرجل (فيلم قصير)
https://www.youtube.com/watch?v=pJx7rfcVsWQ أريد هذا الرجل (فيلم قصير)
https://www.youtube.com/watch?v=1oLOrw7MdtQ أريد هذا الرجل (فيلم قصير)
https://www.imdb.com/name/nm0357303/?ref_=nv_sr_srsg_0 أريد هذا الرجل (فيلم قصير)